# Fresh Morning OKAYAMA
『Fresh Morning OKAYAMA』（フレッシュモーニング オカヤマ）は、FM OKAYAMAにて1999年4月1日の開局から放送されているラジオ番組である。通称はフレモニ。

## 概要
その日の朝に必要なニュース・天気予報・交通情報や地域の話題を、DJの軽快なトークと音楽を交えながら伝える生ワイド番組である。8時台と9時台には、担当DJの個性を生かした日替わりコーナーを数多く放送している。
番組開始当初のDJは、月曜 - 木曜を片山美紀、金曜を牛嶋俊明がそれぞれ担当していた。このうち、牛嶋俊明は『フレモニウイークエンドマガジン』時代も含めて金曜のDJを2023年8月現在も担当している。
その後、2005年4月から水曜・木曜のDJを森田恵子が担当するようになり、片山美紀は月曜・火曜の担当となった。2007年6月に片山美紀がFM OKAYAMAの退社に伴って降板してからは、月曜・火曜を大橋由佳が新たにDJを担当することになり現在に至る。
年末年始は、当番組の放送を休止して「OH! HAPPY MORNING」が放送される。

## 放送時間
- 番組開始 - 2000年3月:平日 7:30 - 8:55
- 2000年4月 - 2003年9月:月 - 木曜日 7:30 - 8:55、金曜日 7:30 - 10:30
- 2003年10月 - 2004年3月:月 - 木曜日  7:30 - 8:55
  - 金曜日は『フレモニウイークエンドマガジン』（7:30 - 10:30）として別番組扱いで放送された。
- 2004年4月 - 2005年3月:平日 7:30 - 8:55
- 2005年4月 - 2006年3月:平日 7:30 - 10:30
- 2006年4月 - 現在:平日 7:30 - 10:00

## DJ

### 現在
- 大橋由佳（月曜・火曜、2007年7月 - ）
- 森田恵子（水曜・木曜、2005年4月 - ）
- 牛嶋俊明（金曜、1999年4月 - ）

### 過去
- 片山美紀（1999年4月 - 2007年6月）
  - 1999年4月 - 2005年3月は月曜 - 木曜、2005年4月 - 2007年6月は月曜・火曜のDJを担当

## タイムテーブル（2024年2月現在）
（※）はFM OKAYAMAのタイムテーブル に未掲載
- 7:30 - オープニング
- 7:36 - 天気予報・運行情報（※）
- 7:40 - 気になるワード1分メモ（水曜）（※）
- 7:42 - 今朝の山陽新聞から[注 1]（月曜 - 水曜）/ 朝刊ピックアップ（木曜）/ モーニング10（金曜）（※）
- 7:50 - Traffic Report
- 7:53 - 防災・減災ひとくちメモ（月曜）
- 7:55 - News Time（山陽新聞ニュース）
- 8:00 - SUZUKI TODAY'S KEY NUMBER[1]（TOKYO FM）
- 8:09 - ルートインホテルズ 今日のスポーツ[注 2]（TOKYO FM）
- 8:10 - Letter for the next[2]（月曜 - 木曜、TOKYO FM）/  復興支援PROGRAM Hand in Hand（金曜、TOKYO FM）
- 8:20 - 日替わりコーナー（その1）
  - いいコト×いいモノいっぱい井原（第2月曜）
  - フレモニ吉兆庵 ～美味しい時間～（第4月曜）
  - ハレでん SDGs　STOP 地球温暖化ラジオ[注 3]（第2火曜）
  - ガルディ presents ちょうどええ! がカッコええ!（水曜）
  - 素敵な貴方に! かもせんい presents BSFINE TIME!（第1木曜）
  - コスミック・ガーデンの命を守る家の性能（第2・第3・第4木曜）
  - SOLATO あした、どこ行く?（金曜）
- 8:30 - Traffic Report
- 8:40 - OKAYAMA晴れの国ポケット
- 8:48 - Weather Forecast
- 8:53 - 献血のお知らせ（※）
- 8:55 - News Time（山陽新聞ニュース）
- 9:00 - CRED STYLE（水曜）
- 9:05 - 日替わりコーナー（その2）
  - 資産運用のご相談はe.K.に!（第1月曜）[注 4]
  - ワオ高校 presents 未来の方程式（第2・第4木曜）
  - アート・美ート・大原美術館（第3木曜） - 柳沢秀行
  - 午前9時のお茶（金曜）（※）
    - 住宅営業は家を売るな!（第3金曜）（※） - 浅野訓正
- 9:20 - 快適生活ラジオショッピング
- 9:25 - 日替わりコーナー（その3）
  - 音楽の扉（火曜）（※）
  - A Touch Of Breeze ～風と空と水と～（金曜）（※）
- 9:30 - Wednesday Wind（水曜）
  - 第1水曜は『フレモニ姿勢改善への道』と題して放送
- 9:35 - 天のラジオ（第1木曜） - 天野こうゆう
- 9:57 - 天気予報（※）
- 9:58 - エンディング